# Pitts (Géorgie)
Pour les articles homonymes, voir Pitts.
Pitts est une ville américaine située dans le comté de Wilcox, en Géorgie. Selon le recensement de 2020, sa population est de 252 habitants.